# رئيس مسمم
رئيس مسمم: سيدني غوتليب والبحث في وكالة المخابرات المركزية عن التحكم في العقل هو كتاب صدر عام 2019 كتبه الصحفي والمؤرخ في صحيفة نيويورك تايمز ستيفن كينزر. يحتوي الكتاب على قصص غير مروية عن الكيميائي في وكالة المخابرات المركزية (CIA) ويدعى سيدني غوتليب، الذي حاول «إيجاد طريقة للسيطرة على الدماغ البشري». في عام 1953، عين مدير وكالة المخابرات المركزية ألين دالس غوتليب «لإدارة البرنامج السري».
في الرئيس المسمّم، يشرح كينزر برنامج مشروع إم كي ألترا، الذي طوره غوتليب، ووصف كيف تساعد العقاقير مثل LSD وكالة المخابرات المركزية في السيطرة على عقول الأعداء.

## عنوان
وفقًا لكينزر، كان غوتليب كبير الكيميائيين في وكالة المخابرات المركزية، والذي ساعد وكالة المخابرات المركزية إذا احتاجت إلى سم. كينزر يكتب أن باتريس لومومبا، رئيس الوزراء السابق لجمهورية الكونغو الديموقراطية، اغتيل بواسطة مجموعة سموم صنعها غوتليب.

## خلفية
خلال الفترة المبكرة من الحرب الباردة، تخيلت وكالة المخابرات المركزية أن الشيوعيين اكتشفوا «نوعًا من المخدرات أو جرعة أو تقنية تسمح لهم بالتحكم في عقول البشر». في ذلك الوقت، أشارت العديد من الأفلام والكتب إلى العقول المسيطرة، لذلك قررت وكالة المخابرات المركزية الحصول على تقنية السيطرة على العقل. بدأت وكالة المخابرات المركزية وأدار مشروع MK الترا لمدة 10 سنوات. وفقًا لصحيفة الغارديان، كان غوتليب معروفًا باسم «صانع السموم الرئيسي في وكالة المخابرات المركزية».
في عام 1955، قرر ر.جوردون واسون المشاركة في احتفال هندي مقدس أقيم في جنوب المكسيك وأطلق عليه اسم «الطريق إلى الإلهية». وفقًا لكتاب مايكل بولان كيف تغير رأيك وبعض الآخرين، لعبت رحلة واسون دورًا مهمًا في «الترويج للعقاقير التي تثير الذهن والثورة الثقافية المصاحبة لها». يوفر الرئيس المسمّم معلومات حول هذه الرحلة وحياة واسون؛ وأوضح كيف دعمت وكالة المخابرات المركزية التكلفة المالية للرحلة دون معرفة واسون. قام غوتليب، الذي كان «العقل المدبر وراء برنامج وكالة المخابرات المركزية في نهاية المطاف»، بإدارة رحلة واسون.

## سياق
في عام 1952، شكل غوتليب مجموعة من علماء الكيمياء في أحد «المواقع السوداء» لوكالة المخابرات المركزية الموجودة في ميونيخ. قاموا بحقن المساجين بالمخدرات وقتلوهم بعد الاستجواب. كتب كينزر: «اعتقد غوتليب ومحاربو الكيميائيات أنهم قادرون على تحويل الأسطورة المستمرة إلى حقيقة». كانت المجموعة تسمى MK الترا؛ تفاصيل كينزر عن مسيرة المجموعة. كما استخدم الأبحاث السابقة التي أجراها جون ماركس ومدير لجنة مجلس الشيوخ فرانك تشرتش. بينما أدى مشروع MK الترا إلى وفاة سجناء، وجد غوتليب أن التحكم في العقل أمر مستحيل. بعد إغلاق هذا المشروع، عمل في مشروع آخر لوكالة المخابرات المركزية مرتبط بصنع «سموم وأدوات عالية التقنية يستخدمها الجواسيس».
بحسب كينزر: "في أحد [استجواب وهمي] ، أقسم ضابط في الجيش ألا يكشف سرًا أبدًا، وكشفه تحت تأثير إل إس دي، وبعد ذلك نسي الحلقة بأكملها ... توصل غوتليب إلى الاعتقاد بأن [LSD] يمكن أن يكون مفتاح التحكم في العقل. كان أول حامض البصيرة".[بحاجة لمصدر] وظف غوتليب أطباء أمريكيين لإجراء المزيد من التجارب على تأثيرات عقار إل إس دي. على سبيل المثال، تعاون معه بول هوش من معهد نيويورك للطب النفسي.
يصف كينزر غوتليب بأنه «عالم كيمياء لديه اهتمام عميق بالتصوف» و «أول شخص وظفته حكومة الولايات المتحدة لإيجاد طرق للسيطرة على عقول البشر».[بحاجة لمصدر] لعب غوتليب، الذي ولد في عائلة يهودية أرثوذكسية، دورًا حيويًا في تأسيس الوكالة في الخمسينيات والستينيات. كان غوتليب مدعومًا من ألين دالاس، مدير الاستخبارات المركزية، الذي «آمن بعمق بتجارب التحكم بالعقل».
وفقًا للكاتب والناشط الهولندي أليكس دي يونج، فإن بعض التجارب المذكورة في الكتاب هي تجارب سريالية. على سبيل المثال، تم إجراء تجربة على أطفال معاقين عقليًا، حيث أطعموا «حبوبًا مليئة باليورانيوم والكالسيوم المشع».
قضى كينزر عدة سنوات في البحث في MK الترا؛ ووصفها بأنها «البحث الأكثر استدامة في التاريخ عن تقنيات التحكم في العقل». جمع كينزر المعلومات من خلال تحقيق واسع ومقابلات وتقارير غير منشورة تم إصدارها عند وفاة غوتليب. أجرى غوتليب تجارب على المواطنين الأمريكيين واستخدم أساليب التعذيب والاختبار التي طبقتها ألمانيا النازية.